# Дерепаско, Артём Валерьевич
Артём Валерьевич Дерепаско (26 января 1980, Уфа) — российский теннисист, мастер спорта России международного класса.
Занимался теннисом с 8 лет. Воспитанник супругов С. М. Дорофеевой и Р. Г. Нургалеева. Победитель турнира «Олимпийские надежды России» (1992). Чемпион России среди юношей (1994). Победитель турнира Junior Orange Bowl до 14 лет (1994). Серебряный (1994) и бронзовый (1996) призёр чемпионатов Европы. Финалист зимнего «Кубка Европы» в составе команды России юношей до 14 лет (1994). Обладатель «Кубка Ж. Боротра» (1996) и третий призёр розыгрыша «Кубка Саншайн» (1997) в составе юношеской команды России. Признан Европейской ассоциацией тенниса «Лучшим игроком года» (1994).
В турнирах ATP за всю карьеру сыграл два матча — в Кубке Кремля 1999, пройдя квалификацию, в первом круге уступил Саргису Саргсяну из Армении 4:6, 1:6; на Уимблдоне-2001, также пройдя квалификацию, уступил шестому сеяному британцу Тиму Хенмену 1:6, 1:6, 1:6.
Победитель всемирной Универсиады в Корее 2003. Обладатель «Русского Кубка 2013» как капитан сборной России, выигравшей зимний и летний чемпионат Европы и чемпионат мира до 14 лет среди юношей. Обладатель «Русского Кубка 2016» как капитан сборной России, впервые в истории выигравшей юниорский чемпионат мира до 16 лет.
Выпускник РГУФКСиТа.
Старший тренер по теннису академии «J-PRO».

За время профессиональной деятельности проявил себя как высококвалифицированный специалист, обладающий глубокими теоретическими знаниями и богатым практическим опытом в области спортивной подготовки теннисистов. В своей работе успешно применяет современные методики тренировки, постоянно совершенствует тренерское мастерство и следит за инновациями в мировом теннисе.
Особую значимость имеет тренерская деятельность А.В. Дерепаско в подготовке молодых талантливых спортсменов. Под его руководством подготовлены выдающиеся спортсмены, добившиеся впечатляющих результатов на международной арене:
- Как капитан сборной России:

```
  - 10-кратный победитель командного первенства Европы среди юношей и девушек до 12, 14 и 16 лет
  - 2-кратный победитель чемпионата мира
```

- Андреева Мира:

```
  - Многократная чемпионка Европы и мира среди юниоров
  - Победительница турниров серии Masters в Дубае и США (2025)
  - Серебряная призёрка Олимпийских игр 2025 года в Париже
  - 6-я ракетка мира в рейтинге WTA
```

- Кузнецова Светлана:

```
  - 2-я ракетка мира (2007)
  - Победительница 4 турниров Большого шлема (в одиночном и парном разрядах)
```

- Калинская Анна:

```
  - Победительница 3 турниров WTA (парный разряд)
  - Финалистка юниорского турнира Большого шлема
  - 11-я ракетка мира (2024)
```

- Дерепаско Тимофей:

```
  - Многократный победитель первенств России
  - Призёр чемпионатов мира и Европы среди юниоров
  - Полуфиналист юниорского Roland Garros (2024)
```